# Nyponpriset
Nyponpriset, även kallat Nyponet, är ett svenskt kulturpris sedan 2016 som instiftats av musikern Lars Winnerbäck. Namnet anknyter till Winnerbäcks låt "Söndermarken" från skivan med samma namn. I låten, som är hans barndoms miljöskildring, finns textraden "Nyponbuskar, nyponbuskar, hela vägen nyponbuskar".
För att administrera priset och prissumman grundade han Lars Winnerbäcks Stiftelse, med den  statuerade uppgiften att främja kulturlivet i Linköpings kommun. Lars Winnerbäck är stiftelsens ordförande. Nyponpriset delas ut årligen till en eller flera personer som bidrar till att berika kulturlivet i Linköping. Tanken är att lyfta fram eldsjälarna, de som möjliggör skapande och framvisande av kultur. Priset består av ett stipendium på 100 000 kronor samt ett nypon, med ny formgivning varje år, framtaget av en konsthantverkare som är verksam i Östergötland.
Årne 2015 till och med 2019 delades priset ut på våren, från år 2020 delas det ut på hösten.

## Stipendiater
- 2016: Erika Wessbo, Lydia Halldorf och Christina Eveborn.
- 2017: Kaj Sivervik och Patrik Lindecrantz.
- 2018: Sam Anlér
- 2019: Ulrika Reinholdsson
- 2020: Sami Rahim
- 2021: Ben Kersley
- 2022: Åke Andersson och Anders Karlsson.
- 2023: Jakob Graf
- 2024: Mona Larsson och Tedde Tillberg